# Strażnica WOP Chałupki
Strażnica Wojsk Ochrony Pogranicza Zebenkau/Chałupki – zlikwidowany podstawowy pododdział Wojsk Ochrony Pogranicza pełniący służbę graniczną na granicy polsko-czechosłowackiej.

Strażnica Straży Granicznej w Chałupkach – zlikwidowana graniczna jednostka organizacyjna Straży Granicznej realizująca zadania bezpośrednio w ochronie granicy państwowej z Czechosłowacją/Republiką Czeską.

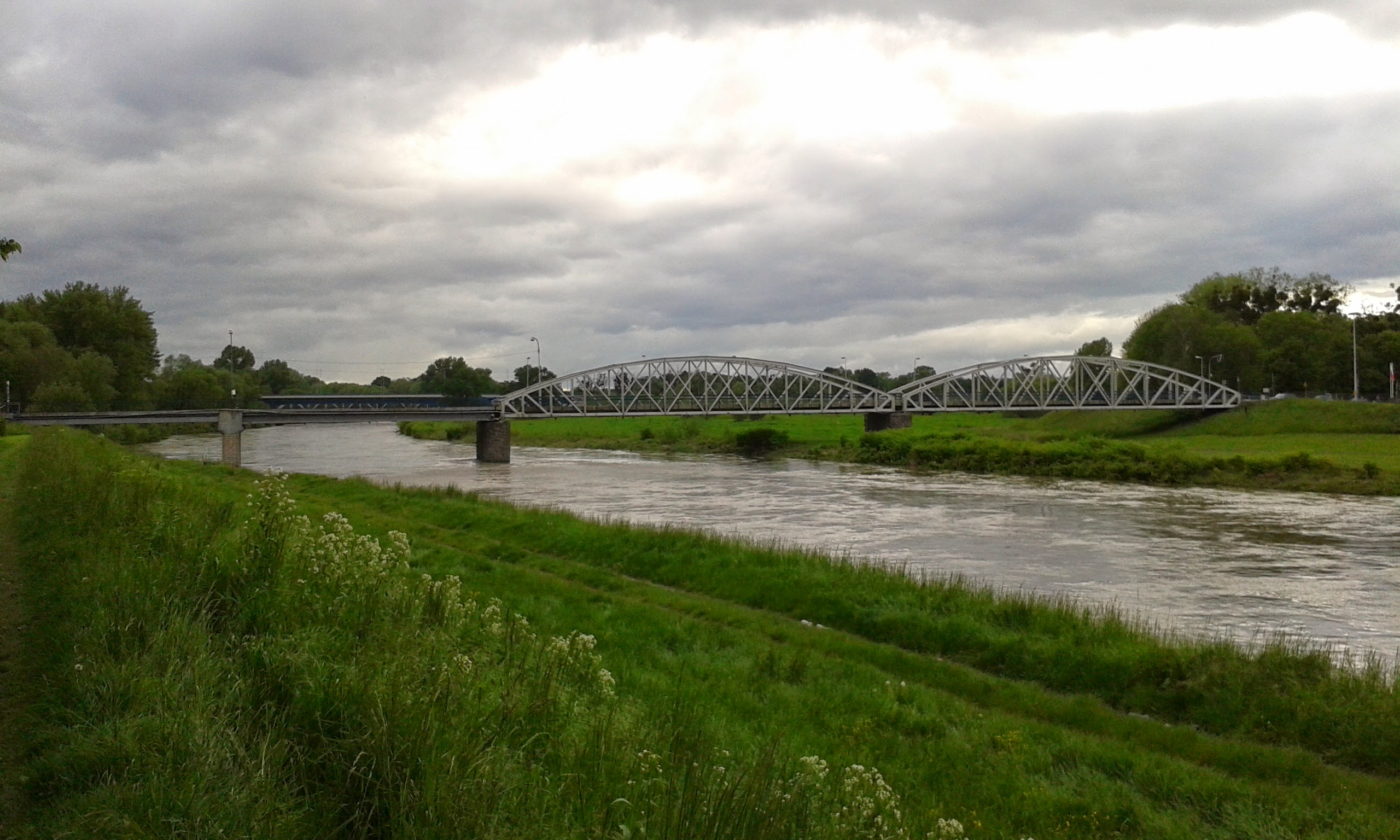
Granica polsko-czeska na Odrze w Chałupkach (maj 2014)

## Formowanie i zmiany organizacyjne
Strażnica została sformowana w 1945 w strukturze 46 komendy odcinka Racibórz jako 210 strażnica WOP (Zebenkau) o stanie 56 żołnierzy. Kierownictwo strażnicy stanowili: komendant strażnicy, zastępca komendanta do spraw polityczno-wychowawczych i zastępca do spraw zwiadu. Strażnica składała się z dwóch drużyn strzeleckich, drużyny fizylierów, drużyny łączności i gospodarczej. Etat przewidywał także instruktora do tresury psów służbowych oraz instruktora sanitarnego.
W związku z reorganizacją oddziałów WOP 24 kwietnia 1948, 210 strażnica OP Chałupki została włączona w struktury 67 batalionu Ochrony Pogranicza, a 1 stycznia 1951 43 batalionu WOP w Raciborzu.
Od 15 marca 1954 w Wojskach Ochrony Pogranicza wprowadzono nową numerację strażnic, a strażnica WOP Chałupki II kategorii otrzymała nr 218 w skali kraju.
W 1956 rozpoczęto numerowanie strażnic na poziomie brygady. Strażnica I kategorii Chałupki była 8. w 4 Brygadzie Wojsk Ochrony Pogranicza. 31 grudnia 1959 była jako 18 strażnica WOP II kategorii Chałupki. 1 stycznia 1964 była jako 19 strażnica WOP lądowa II kategorii Chałupki.
W kwietniu 1976, w związku z przejściem na dwuszczeblowy system dowodzenia, strażnicę podporządkowano bezpośrednio pod sztab 4 Górnośląskiej Brygady WOP w Gliwicach.

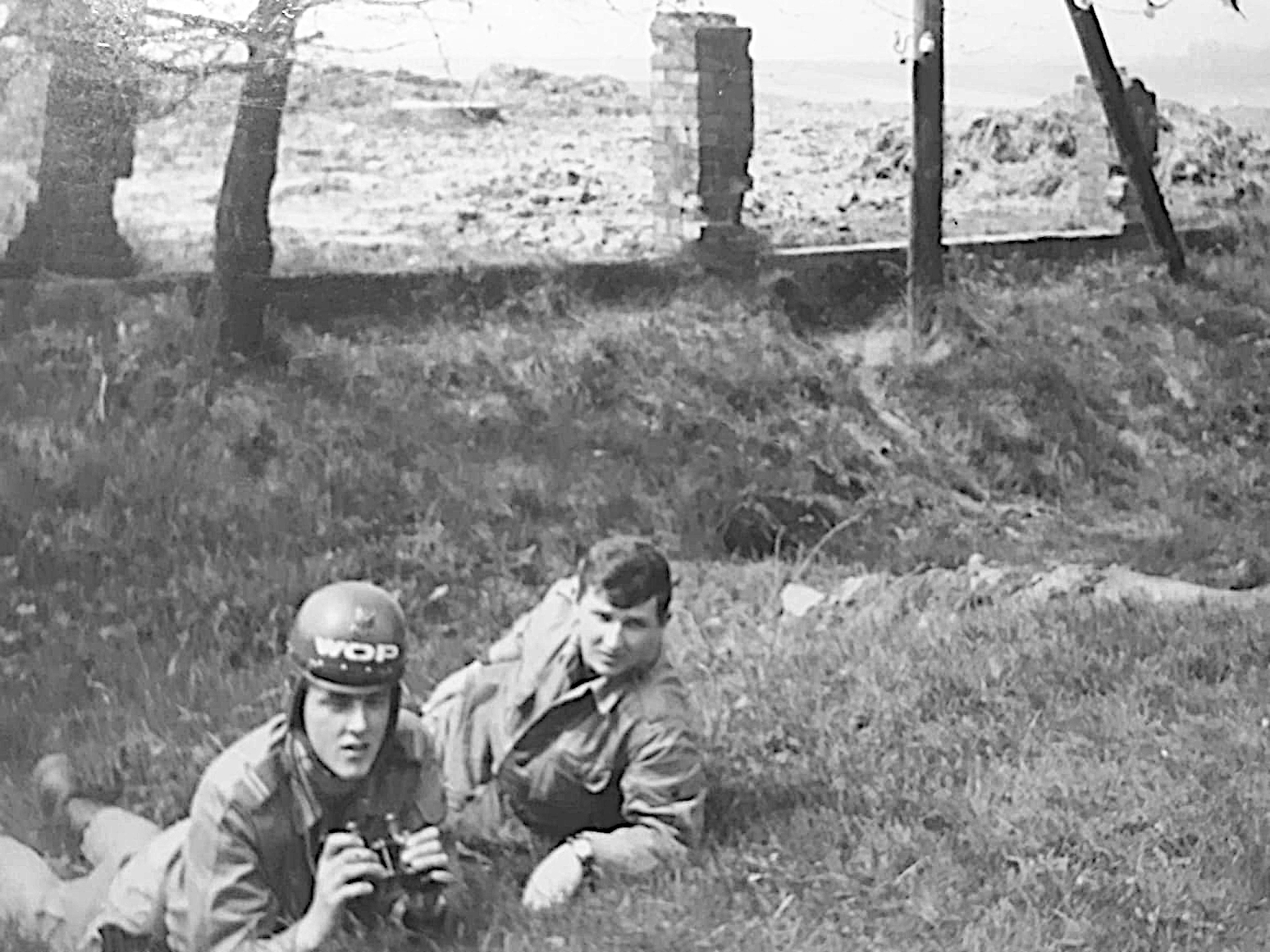
Żołnierze WOP podczas prowadzenia obserwacji, w głębi po prawej izolatory odciągu na słupie telefonicznym do podłączania mikrotelefonu (mikrusa) (1979)

13 grudnia 1981 po wprowadzeniu stanu wojennego na terytorium kraju, dowódca GB WOP wewnętrznym rozkazem w miejscu stacjonowania poszczególnych batalionów, utworzył tzw. „wysunięte stanowiska dowodzenia” (zalążek przyszłych batalionów granicznych), którym podporządkował strażnice znajdujące się na odcinkach dawnych batalionów granicznych. Brygada wykonywała zadania ochrony granicy i bezpieczeństwa państwa wynikające z dekretu o wprowadzeniu stanu wojennego.
W drugiej połowie 1984 strażnicę WOP Chałupki włączono w struktury utworzonego batalionu granicznego WOP im. Bohaterów Powstań Śląskich w Raciborzu, jako strażnica WOP lądowa rozwinięta kat. I w Chałupkach.
16 kwietnia 1990 rozformowano 43 batalion WOP w Raciborzu i strażnicę podporządkowano bezpośrednio pod sztab Górnośląskiej Brygady WOP w Gliwicach już jako strażnica WOP lądowa kadrowa kat. I w Chałupkach (na czas „P” kadrowa). Żołnierze służby zasadniczej WOP z ostatnich poborów nadal pełnili służbę w strażnicy. Tak funkcjonowała do 15 maja 1991.
Straż Graniczna:
16 maja 1991 po rozwiązaniu Wojsk Ochrony Pogranicza, strażnica w Chałupkach została przejęta przez Śląski Oddział Straży Granicznej w Raciborzu (ŚlOSG) i przyjęła nazwę Strażnica Straży Granicznej w Chałupkach (Strażnica SG w Chałupkach).
W 2000 rozpoczęła się reorganizacja struktur Straży Granicznej związana z przygotowaniem Polski do wstąpienia, do Unii Europejskiej i przystąpieniem do Traktatu z Schengen. Podczas restrukturyzacji wprowadzono kompleksową ochronę granicy już na najniższym szczeblu organizacyjnym tj. strażnica i graniczna placówka kontrolna. Wprowadzona całościowa ochrona granicy zniosła podział na graniczne jednostki organizacyjne ochraniające tylko tzw. „zieloną granicę” i prowadzące tylko kontrole ruchu granicznego. W wyniku tego, 2 stycznia 2003 nastąpiło zniesie strażnicy SG w Chałupkach. Ochraniany przez strażnicę odcinek granicy, przejęła Graniczna Placówka Kontrolna Straży Granicznej w Chałupkach.

## Ochrona granicy
W październiku 1945 w ramach tworzących się Wojsk Ochrony Pogranicza na odcinku strażnicy został utworzony Przejściowy Punkt Kontrolny Rudyszwałd – kolejowy III kategorii, którego załoga wykonywała kontrolę graniczną osób, towarów oraz środków transportu:
- Chałupki-Bohumín (kolejowe).

Od 1947 załoga strażnicy wykonywała kontrolę graniczną i celną osób, towarów oraz środków transportu:
- Przejściowy Punkt Kontrolny MRG Chałupki.

1 stycznia 1964 na ochranianym odcinku przez strażnicę funkcjonowały przejścia graniczne małego ruchu granicznego (mrg) w których kontrolę graniczną i celną osób, towarów oraz środków transportu wykonywała załoga strażnicy:
- Chałupki-Paseky
- Chałupki-Šilheřovice
- Roszków-Hať.

Od lat 60. XX wieku do połowy lat 80. XX w. na odcinku strażnicy wykorzystywane były metalowe wieże obserwacyjne z której zabezpieczano odcinek granicy państwowej.

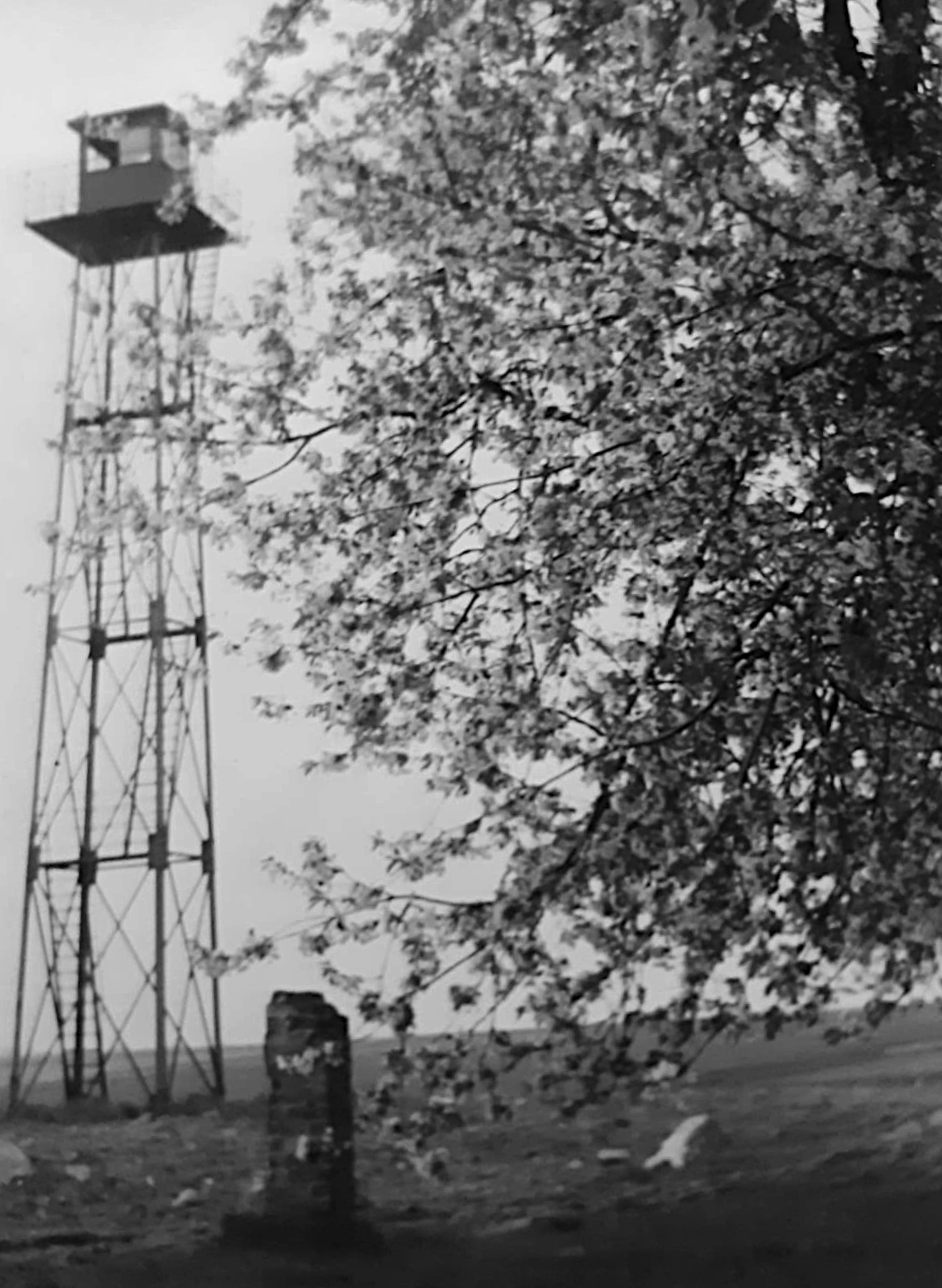
Wieża obserwacyjna w Tworkowie (1979)

W latach 1986–15 maja 1991, Strażnica WOP Lądowa rozwinięta kat. I w Chałupkach, następnie Strażnica WOP Lądowa kadrowa kat. I w Chałupkach, ochraniała odcinek granicy państwowej o długości 2400 m (8150 m granicy rzecznej – na Odrze i 14250 m granicy lądowej):
- Włącznie znak graniczny nr IV/1b , wyłącznie  znak gran. nr IV/22.
- W okresie zimowym pas śnieżny sprawdzany był minimum: na głównym kierunku dwukrotnie, na pozostałym raz w ciągu doby.
- Współdziałała w zabezpieczeniu granicy państwowej z:
  - Strażnice WOP w Gorzycach i Krzanowicach
  - Graniczna Placówka Kontrolna Chałupki
  - Sekcja Zwiadu WOP w Raciborzu.
- W ochronie granicy dowódcy strażnicy ściśle współpracowali ze swoimi odpowiednikami tj. naczelnikami placówek OSH (Ochrana Statnich Hranic) CSRS.

Straż Graniczna:

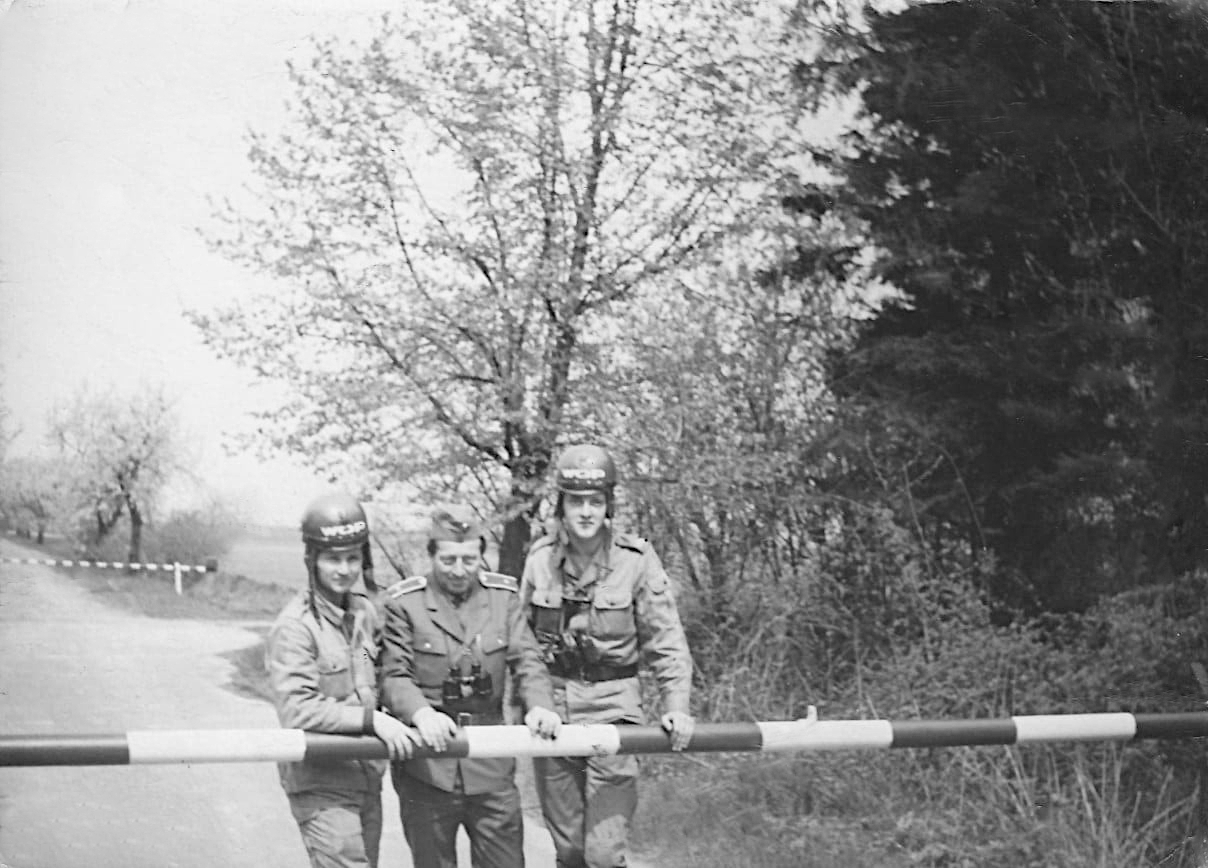
Żołnierze Strażnicy WOP Chałupki z pogranicznikiem czechosłowackim – przejście graniczne Tworków-Hať (1977–1979)

W latach 16 maja 1991–1 stycznia 2003, Strażnica SG w Chałupkach ochraniała odcinek granicy państwowej o długości 22400 m (8150 m granicy rzecznej – na Odrze i 14250 m granicy lądowej):
- Włącznie znak gran. nr II/1b, wyłącznie znak gran. nr II/22.
- Komendant strażnicy współdziałał w zabezpieczeniu granicy państwowej z placówkami po stronie czeskiej cizinecké policie RCPP.

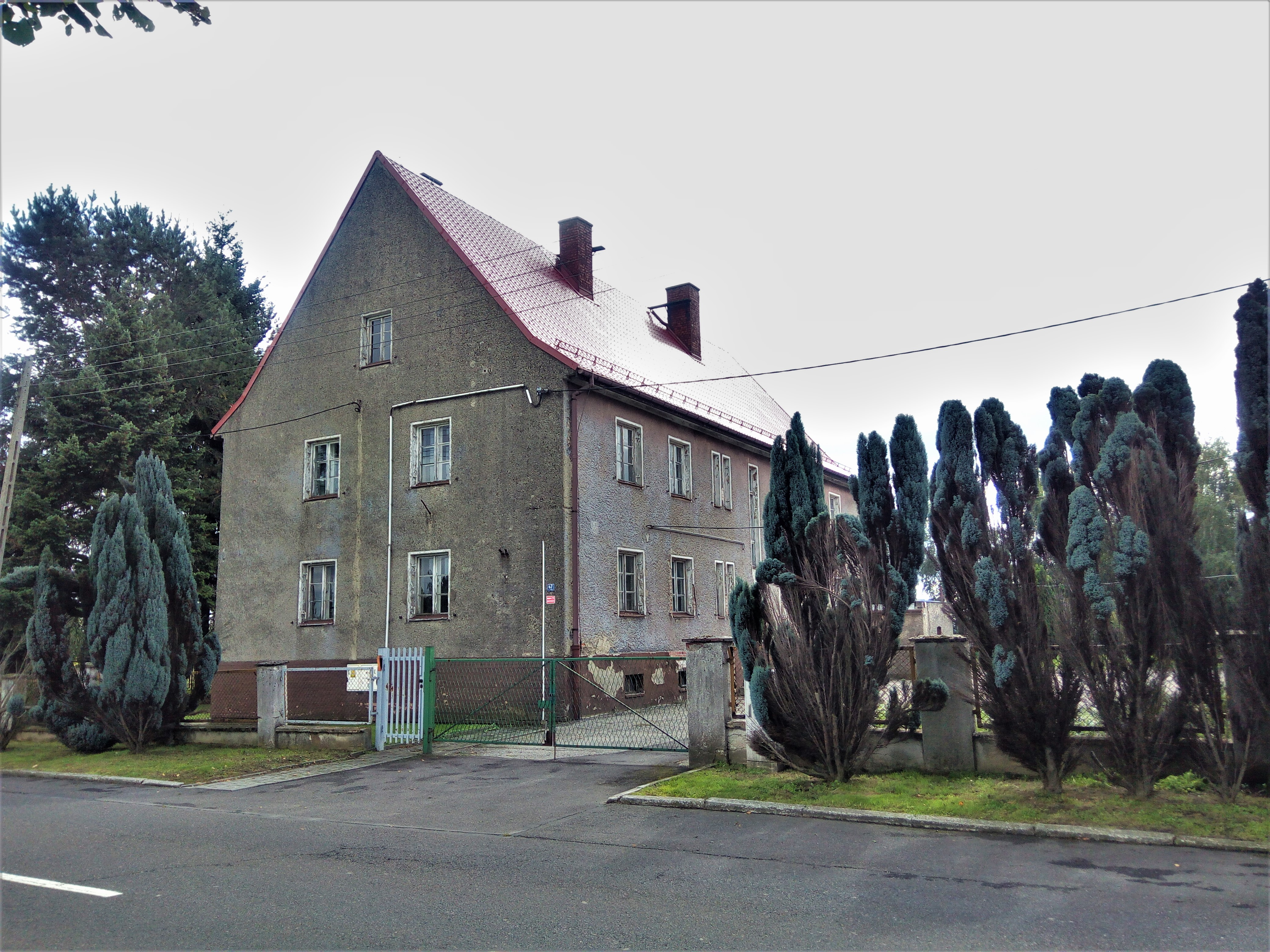
Budynek nr 2 (wrzesień 2019)

19 lutego 1996 zostały uruchomione przejścia graniczne mrg w którym kontrolę graniczną i celną osób, towarów oraz środków transportu wykonywała załoga Granicznej Placówki Kontrolnej SG w Chałupkach:
- Rudyszwałd-Hať
- Chałupki-Šilheřovice.

## Wydarzenia
- 1956 – koniec czerwca, początek lipca w okresie tzw. „Wypadków poznańskich”, przy linii granicznej i w strefie działania, odnajdywano pakunki zawierające ulotki z tzw. „bibułą”, przytwierdzone do balonów leżących na ziemi[13]. W związku z masowością zjawiska, żołnierze otrzymali zezwolenie na użycie broni, celem zestrzelenia nisko przelatujących balonów (nawet jeśli znajdowały się na terytorium czechosłowackim, ale w zasięgu ognia – to samo czynili pogranicznicy czechosłowaccy)[14].
- 13 grudnia 1981–22 lipca 1983 – (stan wojenny w Polsce), normę służby granicznej dla żołnierzy podwyższono z 8 do 12 godzin na dobę. Ścisłą kontrolą objęto całą strefę nadgraniczną. W stan gotowości były postawione pododdziały odwodowe[15].
- 1988 – na posterunku granicznym[i] zginął tragicznie potrącony przez pociąg towarowy, żołnierz pełniący służbę na moście kolejowym. Pośmiertnie została mu nadana przez dowódcę WOP, na wniosek dowódcy brygady Srebrna „Odznaka „Za zasługi w obronie granic PRL”[16].
- 1990 – 4 października przybył na stanowisko z-cy d-cy strażnicy ppor. Piotr Rokiciński.

Straż Graniczna:
- 1993 – strażnica otrzymała na wyposażenie samochód osobowo-terenowy Land Rover Defender I 110 w zamian za UAZ 469 i motocykle Honda xl 125s w zamian za WSK 125.

## Strażnice sąsiednie
- 209 strażnica WOP Gorzyce ⇔ 211 strażnica WOP Owschütz – 1946
- 209 strażnica OP Gorzyce ⇔ 211 strażnica OP Owschütz – 1949
- 217 strażnica WOP Gorzyce ⇔ 219 strażnica WOP Owsiszcze – 1954
- 7 strażnica WOP Gorzyce II kat. ⇔ 9 strażnica WOP Owsiszcze I kat. – 1956
- 19 strażnica WOP Gorzyce III kat. ⇔ 17 strażnica WOP Owsiszcze III kat. – 31.12.1959
- 20 strażnica WOP Gorzyce lądowa III kat. ⇔ 18 strażnica WOP Owsiszcze lądowa III kat. – 01.01.1964
- Strażnica WOP Gorzyce ⇔ Strażnica WOP Owsiszcze – do 1976
- Strażnica WOP Lądowa rozwinięta kat. II w Gorzycach ⇔ Strażnica WOP Lądowa rozwinięta kat. I w Krzanowicach – 1984–16.04.1990
- Strażnica WOP Lądowa kat. II Gorzycach ⇔ Strażnica WOP Lądowa kadrowa kat. I w Krzanowicach – 17.04.1990–15.05.1991

Straż Graniczna
- Strażnica SG w Gorzycach ⇔ Strażnica SG w Krzanowicach – 16.05.1991–10.1999
- Strażnica SG w Godowie ⇔ Strażnica SG w Krzanowicach – 10.1999–01.01.2003.

## Dowódcy/komendanci strażnicy

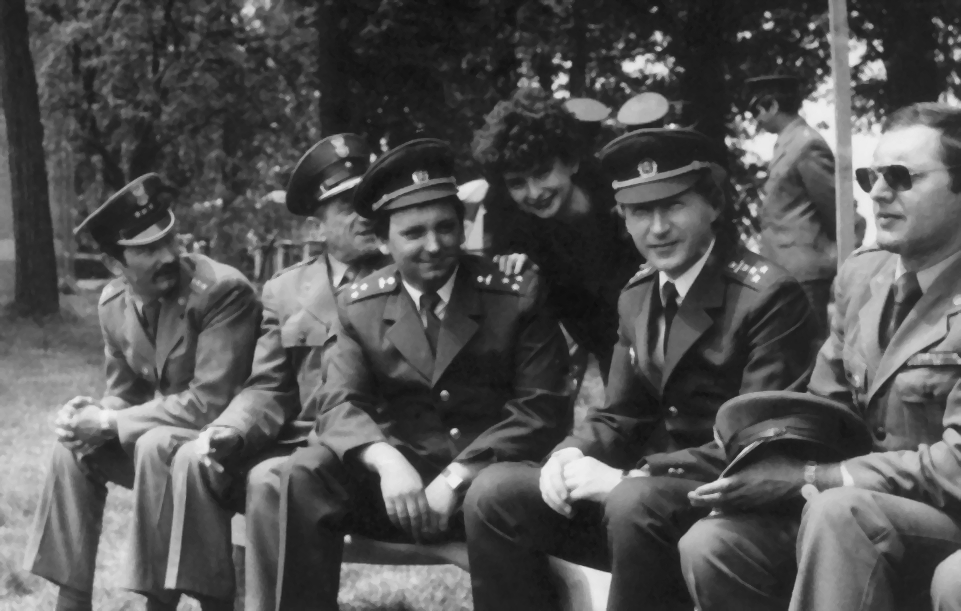
Spotkanie Sztafety 40-lecia WOP z pogranicznikami czechosłowackimi. 1. z lewej: por. Roman Kowalski d-ca strażnicy WOP Chałupki (czerwiec 1985)

- Jan Dąbrowiecki (1.01.1951–15.11.1952)[j][17]
- kpt. Tadeusz Wypłosz (1953–1978[18])
- kpt. Marian Amroziński[19] (1979–1980)
- kpt. Stanisław Szmurło (1980–1983)
- por./kpt. Roman Kowalski[20] [1983–1987 (88)][k]
- ppor./por. Piotr Drużdż (1.08.1988–1.04.1991[21])

Komendanci strażnicy SG:
- por. SG Piotr Drużdż (2.04.1991–31.12.1992)[l]
- por. SG/mjr SG Piotr Rokiciński (1.01.1993–1.01.2003) – do rozformowania[m].